# Länsväg 805 (Norrbottens län)
De Zweedse weg 805 is een weg die in zijn geheel gelegen is binnen de Zweedse gemeente Jokkmokk.
De weg die oost – west loopt begint als afslag van de E45, een kilometer of zes ten noorden van Jokkmokk, soms aangeduid met Vajkijaur (maar dat ligt niet aan de E45). De circa 112 kilometer lange weg voert door haast onbewoond gebied, dorpjes aan de weg hebben nauwelijks meer dan 25 inwoners. De weg loopt dood op het Scandinavisch Hoogland, doch wandelend kan men verder via Kungsleden. De afslag Seitevare loopt verder naar tentenkamp Kuorpak.
De route:
Vajkijaur → Framnäs → Randijaur (via afslag) → Nautijaur (via afslag) → Seitevare (via afslag) → Tjåmotis → Njavve → Årrenjarka → Kvikkjokk